# Ажа, Александр
Алекса́ндр Ажа́ (фр. Alexandre Aja; род. 7 августа 1978, Париж) — французский кинорежиссёр, сценарист и продюсер.

## Биография
Сын уроженца Алжира еврейского происхождения, кинорежиссёра Александра Аркади и кинокритика Мари-Жо Жуан. Ребёнком несколько раз снялся в фильмах отца под именем Александр Жуан. Жена — марокканский кинорежиссёр Лаила Марракчи.
Дебютировал в возрасте восемнадцати лет с короткометражкой «Над радугой», за которую номинировался на Золотую пальмовую ветвь в номинации лучший короткометражный фильм на Каннском кинофестивале. В 1999 году снял фильм «Фурии» по мотивам рассказа Хулио Кортасара «Граффити».
Следующий фильм «Кровавая жатва» вышел во Франции в 2003, в Великобритании в 2004 и в США в 2005. Этот французский слэшер получил определённое признание среди любителей жанра. И после просмотра его Уэс Крэйвен предложил Ажа снять ремейк фильма «У холмов есть глаза».

## Фильмография
Режиссёр
- 1997 — Над радугой / Over the Rainbow — короткометражный
- 1999 — Неистовые / Furia
- 2003 — Кровавая жатва / Haute tension (первая премия за режиссуру на МКФ в Сиджесе)
- 2006 — У холмов есть глаза / The Hills Have Eyes
- 2008 — Зеркала / Mirrors
- 2010 — Пираньи 3D / Piranha 3D
- 2013 — Рога / Horns
- 2016 — Девятая жизнь Луи Дракса / The 9th Life of Louis Drax
- 2019 — Капкан / Crawl
- 2021 — Кислород / Oxygen
- 2024 — Затерянное место / Never Let Go

Сценарист
- 2002 — Последний рассвет / Entre chiens et loups
- 2007 — Парковка / P2
- 2012 — Маньяк / Maniac

Продюсер
- 2007 — Парковка / P2
- 2012 — Маньяк / Maniac
- 2013 — Рога / Horns
- 2015 — Девятая жизнь Луи Дракса / The 9th Life of Louis Drax
- 2016 — По ту сторону двери / The Other Side of the Door

Актёр
- 1981 — День искупления / Le Grand Pardon
- 1983 — Большой карнавал / Le grand carnaval
- 1989 — Священный союз / L’Union sacrée
- 1992 — День расплаты 2 / Le Grand Pardon II